# U-27
O Unterseeboot 27 foi um submarino alemão da Kriegsmarine que foi a pique no início da Segunda Guerra Mundial.
A embarcação foi atacada em 20 de Setembro de 1939 pelos contra-torpedeiros britânicos HMS Forester e HMS Fortune. O submarino foi atingido por cargas de profundidade, veio a superfície e afundou na costa oeste da Escócia. Os 38 tripulantes sobreviveram.

## Comandantes

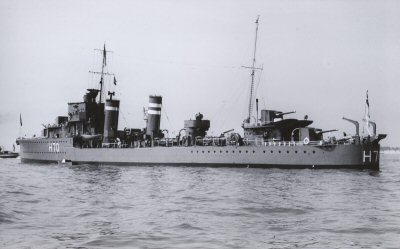
O Fortune contratorpedeiro da Marinha Real Britânica que participou do ataque ao U-27.

| Comandante                     | Período                                     |
| ------------------------------ | ------------------------------------------- |
| Hans Ibbeken                   | 12 de Agosto de 1936 - 4 de Outubro de 1937 |
| Johannes Franz                 | 5 de Outubro de 1937 - 5 de Junho de 1939   |
| Kpt. Hans-Georg von Friedeburg | 6 de Junho de 1939 - 8 de Julho de 1939     |
| Johannes Franz                 | 8 de Julho de 1939 - 20 de Setembro de 1939 |

## Carreira

### Subordinação
| Período                                        | Flotilha                  |
| ---------------------------------------------- | ------------------------- |
| 12 de Agosto de 1936 - 31 de Agosto de 1939    | 2. Unterseebootsflottille |
| 1 de Setembro de 1939 - 20 de Setembro de 1939 | 2. Unterseebootsflottille |

### Patrulhas
|       | Comandante     | Partida              | Partida       | Chegada                | Chegada  | Dias    | Toneladas |
| ----- | -------------- | -------------------- | ------------- | ---------------------- | -------- | ------- | --------- |
| 1     | Johannes Franz | 23 de Agosto de 1939 | Wilhelmshaven | 20 de Setembro de 1939 | Afundado | 29 dias | 624       |
| Total | Total          | Total                | Total         | Total                  | Total    | 29 dias | 624 t     |

### Navios afundados peloU-27
- Afundou dois navios totalizando 624 toneladas.

| Data                   | Comandante     | Nome da Embarcação | Toneladas | Nacionalidade |
| ---------------------- | -------------- | ------------------ | --------- | ------------- |
| 13 de Setembro de 1939 | Johannes Franz | Davara             | 291       | Reino Unido   |
| 16 de Setembro de 1939 | Johannes Franz | Rudyard Kipling    | 333       | Reino Unido   |
| Total                  | Total          | Total              | 624       |               |